# Puchar Polski w Pieszych Maratonach na Orientację

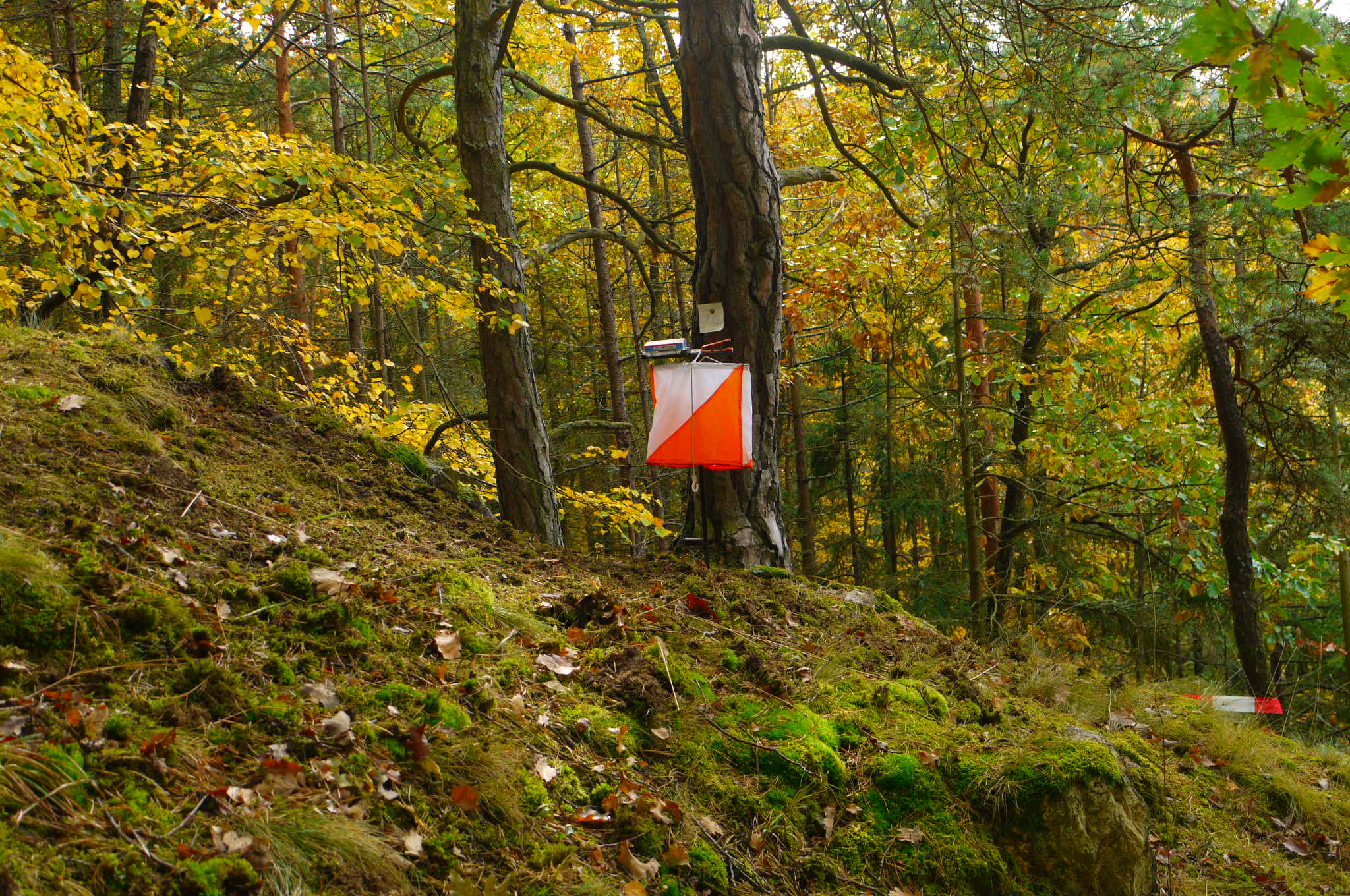
Punkt kontrolny (lampion przestrzenny z perforatorem lub ze stacją SportIdent)

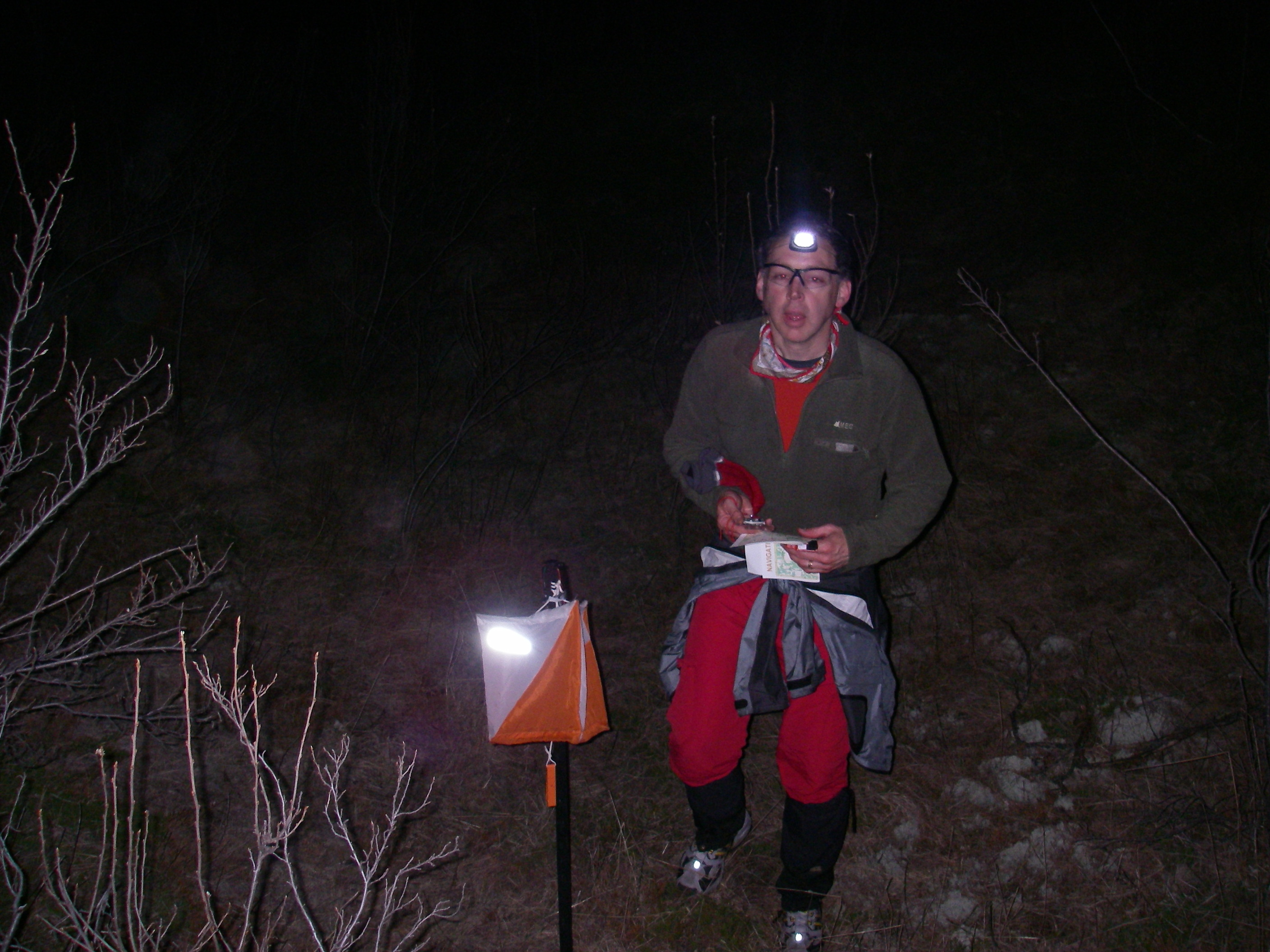
Nocny maraton na orientację

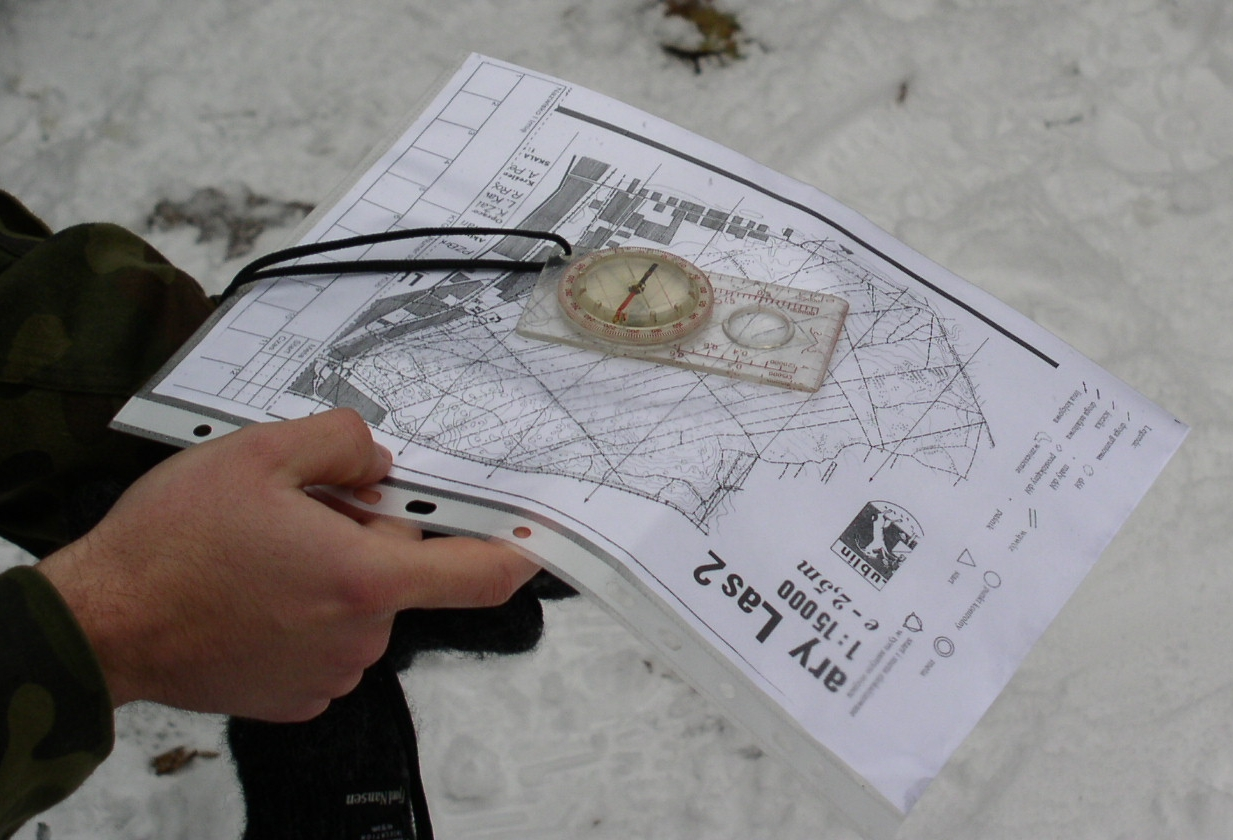
Mapa i kompas – narzędzia nawigacyjne wykorzystywane w rajdach na orientację

Puchar Polski w Pieszych Maratonach na Orientację (PMnO) – prowadzona od 2006 roku klasyfikacja punktowa uczestników, ustalana na podstawie wyników długodystansowych maratonów na orientację. Ranking obejmuje trasy piesze o nominalnych dystansach 100 km oraz 50 km i rokrocznie prowadzany jest nowy. Składa się na niego szereg imprez na orientację odbywających się na terenie całej Polski w przeciągu całego roku, bez względu na porę dnia i roku. Do klasyfikacji generalnej liczonych jest w zależności od roku i dystansu 5-8 najlepszych startów danego zawodnika.
Równolegle do PMnO rozgrywany jest BossPlus Cup – Puchar Polski w Maratonach Rowerowych na Orientację.

## Charakterystyka zawodów zaliczanych do PMnO
Imprezy zaliczane do PMnO powinny być rozgrywane są według ogólnych zasad orientacji sportowej. W zależności od regulaminu danych zawodów, celem jest potwierdzenie określonej liczby punktów kontrolnych w jak najkrótszym czasie, bądź zdobycie maksymalnej liczby punktów przeliczeniowych w określonym czasie (rogaining 8 godzinny dla TP50 i rogaining 16 godzinny dla TP100). Zawodnicy pokonują trasę marszem lub biegiem. Do nawigacji wykorzystywany jest kompas oraz dostarczone przez organizatora zawodów mapy z naniesionymi punktami kontrolnymi.
Na zawodach wchodzących w skład PMnO obowiązuje ogólny regulamin określony przez kapitułę Pucharu, przy czym szczegóły zasad rywalizacji pozostają dowolne (kolejność zdobywania punktów dowolna lub narzucona, liczba punktów kontrolnych itd.)
Trasę zawodów tworzą przeważnie tereny leśne, przy czym należy podkreślić, iż w orientacji nie istnieje ścisłe pojęcie „trasy zawodów”. Wynika to z faktu, że każdy zawodnik indywidualnie wyznacza optymalną drogę między punktami kontrolnymi.
Z powodu dużego dystansu pokonywanego przez uczestników czas trwania zawodów może sięgać 24-30h dla tras 100km oraz 12-15h dla tras 50km.

## Kategorie PMnO
Puchar Polski w Pieszych Maratonach na Orientację prowadzi klasyfikację z podziałem na kategorie:
- Mężczyźni – dystans 100 km (M100)
- Kobiety – dystans 100 km (K100)
- Mężczyźni – dystans 50 km (M50)
- Kobiety – dystans 50 km (K50)
- Weterani – dystans 100 km (W100)
- Weterani – dystans 50 km (W50)
- Superweterani - dystans 50 km (SW50)

Do kategorii weteranów zalicza się zawodników powyżej 50 roku życia.
Do kategorii superweteranów zalicza się zawodników powyżej 60 roku życia.

## Zwycięzcy PMnO[2]
| Sezon | Dystans | Kategoria | I miejsce                                 | II miejsce                                | III miejsce                               |
| ----- | ------- | --------- | ----------------------------------------- | ----------------------------------------- | ----------------------------------------- |
| 2006  | TP100   | M         | Michał Glinka, Piotr Szaciłowski          |                                           | Grzegorz Łuczko                           |
| 2006  | TP100   | K         | Milada Klapkova                           | Magda Horova                              | Anna Trykozko                             |
| 2007  | TP100   | M         | Marcin Krasuski                           | Michał Jędroszkowiak                      | Michał Klapka                             |
| 2007  | TP100   | K         | Milada Klapkova                           | Anna Trykozko                             | Anna Kowalewska                           |
| 2008  | TP100   | M         | Mariusz Plesiński, Bogdan Rycerski        |                                           | Michał Jędroszkowiak                      |
| 2008  | TP100   | K         | Milada Klapkova                           | Anna Trykozko                             | Magda Horova                              |
| 2009  | TP100   | M         | Maciej Więcek                             | Michał Jędroszkowiak                      | Marcin Krasuski                           |
| 2009  | TP100   | K         | Anna Trykozko                             | Milada Klapkova                           | Asia Sulkowska                            |
| 2010  | TP100   | M         | Maciej Więcek                             | Michał Jędroszkowiak                      | Andrzej Buchajewicz                       |
| 2010  | TP100   | K         | Anna Trykozko                             | Katarzyna Kinowska                        | Kamila Truszkowska                        |
| 2010  | TP50    | M         | Grzegorz Łuczko                           | Bartłomiej Grabowski                      | Leszek Maliszewski                        |
| 2010  | TP50    | K         | Katarzyna Groza                           |                                           | -                                         |
| 2011  | TP100   | M         | Michał Jędroszkowiak                      | Maciej Więcek                             | Andrzej Buchajewicz                       |
| 2011  | TP100   | K         | Sabina Giełzak                            | Anna Trykozko                             | Katarzyna Skolimowska                     |
| 2011  | TP50    | M         | Jan Lenczowski                            | Wojciech Wanat                            | Bartłomiej Grabowski                      |
| 2011  | TP50    | K         | Laura Nowak                               | Anna Sadowska                             | Joanna Rafalska                           |
| 2012  | TP100   | M         | Andrzej Buchajewicz                       | Robert Kędziora                           | Michał Jędroszkowiak                      |
| 2012  | TP100   | K         | Sabina Giełzak                            | Katarzyna Skolimowska                     | Anna Trykozko                             |
| 2012  | TP50    | M         | Łukasz Romanowski                         | Piotr Chyczewski                          | Jan Lenczowski                            |
| 2012  | TP50    | K         | Dagmara Kozioł                            | Katarzyna Panejko-Wanat                   | Laura Nowak                               |
| 2013  | TP100   | M         | Michał Jędroszkowiak                      | Andrzej Buchajewicz                       | Maciej Więcek                             |
| 2013  | TP100   | K         | Małgorzata Szwaracka                      | Anna Trykozko                             | Asia Stanek                               |
| 2013  | TP100   | MW        | Witold Noga                               | Edward Fudro                              | Stanisław Kaczmarek                       |
| 2013  | TP50    | M         | Jan Lenczowski                            | Mirosław Baszczak                         | Stanisław Kaczmarek                       |
| 2013  | TP50    | K         | Sylwia Godlewska                          | Beata Brudło                              | Katarzyna Karpa                           |
| 2013  | TP50    | MW        | Stanisław Kaczmarek                       | Jan Gracjasz                              | Andrzej Urbański                          |
| 2014  | TP100   | M         | Andrzej Buchajewicz                       | Robert Kędziora                           | Paweł Pakuła                              |
| 2014  | TP100   | K         | Maria Lebioda                             | Małgorzata Stefańczyk                     | Małgorzata Szwaracka                      |
| 2014  | TP100   | MW        | Witold Noga                               | Edward Fudro                              | Stanisław Kaczmarek                       |
| 2014  | TP50    | M         | Krzysztof Lisak                           | Bartłomiej Grabowski                      | Bernard Waszczyk                          |
| 2014  | TP50    | K         | Katarzyna Karpa                           | Dorota Duszak                             | Joanna Owczarz                            |
| 2014  | TP50    | MW        | Edward Fudro                              | Stanisław Kaczmarek                       | Jan Gracjasz                              |
| 2015  | TP100   | M         | Andrzej Buchajewicz                       | Witold Noga                               | Mirosław Baszczak                         |
| 2015  | TP100   | K         | Maria Lebioda                             | Małgorzata Małowińska                     | Dominika Welz                             |
| 2015  | TP100   | MW        | Witold Noga                               | Stanisław Kaczmarek                       | Edward Fudro                              |
| 2015  | TP50    | M         | Michał Jędroszkowiak                      | Marcin Sontowski                          | Marcin Hippner                            |
| 2015  | TP50    | K         | Dorota Duszak                             | Magdalena Maliszewska                     | Anna Sejbuk                               |
| 2015  | TP50    | MW        | Stanisław Kaczmarek                       | Jan Parzybut                              | Edward Fudro                              |
| 2016  | TP100   | M         | Michał Jędroszkowiak                      | Mirosław Baszczak                         | Przemysław Witczak                        |
| 2016  | TP100   | K         | Maria Lebioda                             | Małgorzata Małowińska                     | Katarzyna Skolimowska                     |
| 2016  | TP100   | MW        | Jan Parzybut                              | Gabriel Bujakiewicz                       | Artur Małowiński                          |
| 2016  | TP50    | M         | Michał Jędroszkowiak                      | Marcin Sontowski                          | Marcin Hippner                            |
| 2016  | TP50    | K         | Dorota Duszak                             | Anna Sejbuk                               | Joanna Owczarz                            |
| 2016  | TP50    | MW        | Stanisław Kaczmarek                       | Jan Parzybut                              | Andrzej Urbański                          |
| 2017  | TP100   | M         | Michał Jędroszkowiak                      | Marcin Hippner                            | Przemysław Witczak                        |
| 2017  | TP100   | K         | Małgorzata Małowińska                     | Katarzyna Sochacka                        | Katarzyna Skolimowska                     |
| 2017  | TP100   | MW        | Jan Parzybut                              | Gabriel Bujakiewicz                       | Artur Małowiński                          |
| 2017  | TP50    | M         | Michał Jędroszkowiak                      | Marcin Sontowski                          | Piotr Kwitowski                           |
| 2017  | TP50    | K         | Anna Sejbuk                               | Barbara Szmyt                             | Katarzyna Karpa                           |
| 2017  | TP50    | MW        | Stanisław Kaczmarek                       | Andrzej Urbański                          | Jan Parzybut                              |
| 2018  | TP100   | M         | Michał Jędroszkowiak                      | Marcin Hippner                            | Przemysław Witczak                        |
| 2018  | TP100   | K         | Katarzyna Sochacka                        | Dominika Welz                             | Dorota Milczarek                          |
| 2018  | TP100   | MW        | Stanisław Kaczmarek                       | Gabriel Bujakiewicz                       | Leszek Herman-Iżycki                      |
| 2018  | TP50    | M         | Paweł Jankowiak                           | Michał Jędroszkowiak                      | Jan Lenczowski                            |
| 2018  | TP50    | K         | Anna Sejbuk                               | Dorota Duszak                             | Renata Łaska                              |
| 2018  | TP50    | MW        | Stanisław Kaczmarek                       | Jan Parzybut                              | Dariusz Wszeborowski                      |
| 2019  | TP100   | M         | Marcin Hippner                            | Przemysław Witczak                        | Mariusz Czajka                            |
| 2019  | TP100   | K         | Katarzyna Sochacka                        | Patrycja Rosińska                         | Magda Horova                              |
| 2019  | TP100   | MW        | Jan Parzybut                              | Stanisław Kaczmarek                       | Adam Walczak                              |
| 2019  | TP50    | M         | Marcin Sontowski                          | Tomasz Duda                               | Karol Gostomczyk                          |
| 2019  | TP50    | K         | Joanna Grabowska                          | Anna Sejbuk                               | Sylwia Łazowska                           |
| 2019  | TP50    | MW        | Jan Parzybut                              | Stanisław Kaczmarek                       | Wiesław Prozorowski                       |
| 2020  | TP100   | M         | Przemysław Witczak                        | Leszek Herman-Iżycki                      | Michał Jędroszkowiak                      |
| 2020  | TP100   | K         | Magda Horova                              | Patrycja Rosińska                         | Katarzyna Sochacka                        |
| 2020  | TP100   | MW        | Przemysław Witczak                        | Leszek Herman-Iżycki                      | Gabriel Bujakiewicz                       |
| 2020  | TP50    | M         | Marcin Sontowski                          | Marcin Hippner                            | Tomasz Duda                               |
| 2020  | TP50    | K         | Anna Sejbuk                               | Dorota Duszak                             | Magda Horova                              |
| 2020  | TP50    | MW        | Waldemar Binkowski                        | Wiesław Prozorowski                       | Jan Parzybut                              |
| 2021  | TP100   | M         | Michał Jędroszkowiak                      | Krzysztof Borowiec                        | Gabriel Bujakiewicz                       |
| 2021  | TP100   | K         | Magda Horova                              | Agata Masiulaniec, Agnieszka Machalica    |                                           |
| 2021  | TP100   | W         | Krzysztof Borowiec                        | Gabriel Bujakiewicz, Leszek Herman-Iżycki |                                           |
| 2021  | TP50    | M         | Marcin Sontowski                          | Michał Jędroszkowiak                      | Łukasz Romanowski                         |
| 2021  | TP50    | K         | Katarzyna Kinowska                        | Małgorzata Kruszek                        | Magda Horova                              |
| 2021  | TP50    | W         | Witold Noga                               | Stanisław Kaczmarek                       | Leszek Herman-Iżycki                      |
| 2021  | TP50    | SW        | Leszek Herman-Iżycki                      | Magda Horova                              | Tomasz Paluchowski                        |
| 2022  | TP100   | M         | Marcin Sontowski                          | Michał Jędroszkowiak                      | Gabriel Bujakiewicz, Leszek Herman-Iżycki |
| 2022  | TP100   | K         | Vera Hajkova                              | Patrycja Rosińska                         | Katarzyna Sochacka                        |
| 2022  | TP100   | W         | Gabriel Bujakiewicz, Leszek Herman-Iżycki |                                           | Krzysztof Borowiec                        |
| 2022  | TP50    | M         | Marcin Sontowski                          | Michał Jędroszkowiak                      | Marcin Krasuski                           |
| 2022  | TP50    | K         | Dorota Duszak                             | Magda Horova                              | Barbara Szmyt                             |
| 2022  | TP50    | W         | Marcin Krasuski                           | Waldemar Binkowski                        | Stanisław Kaczmarek                       |
| 2022  | TP50    | SW        | Stanisław Kaczmarek                       | Leszek Herman-Iżycki                      | Magda Horova                              |
| 2023  | TP100   | M         | Marcin Sontowski                          | Piotr Kopacz                              | Michał Jędroszkowiak                      |
| 2023  | TP100   | K         | Alena Vencovska                           | Patrycja Rosińska                         | Magda Horova                              |
| 2023  | TP100   | W         | Gabriel Bujakiewicz, Leszek Herman-Iżycki | -                                         | Krzysztof Borowiec                        |
| 2023  | TP50    | M         | Marcin Sontowski                          | Paweł Jankowiak                           | Łukasz Romanowski                         |
| 2023  | TP50    | K         | Magda Horova                              | Elżbieta Tomkiewicz                       | Karolina Ryskalok                         |
| 2023  | TP50    | W         | Waldemar Binkowski                        | Paweł Fidelak                             | Paweł Wolniewicz                          |
| 2023  | TP50    | SW        | Waldemar Binkowski                        | Stanisław Kaczmarek                       | Magda Horova                              |
| 2024  | TP100   | M         | Marcin Sontowski                          | Piotr Kopacz                              | Krzysztof Borowiec                        |
| 2024  | TP100   | K         | Ania Witkowska                            | Agata Masiulaniec                         | Magda Horova                              |
| 2024  | TP100   | W         | Krzysztof Borowiec                        | Gabriel Bujakiewicz                       | Leszek Herman-Iżycki                      |
| 2024  | TP50    | M         | Marcin Sontowski                          | Mariusz Czajka                            | Norbert Kaltenberg                        |
| 2024  | TP50    | K         | Magda Horova                              | Elżbieta Tomkiewicz                       | Monika Stefańczyk                         |
| 2024  | TP50    | W         | Paweł Wolniewicz                          | Marcin Krasuski                           | Waldemar Binkowski                        |
| 2024  | TP50    | SW        | Waldemar Binkowski                        | Stanisław Kaczmarek                       | Magda Horova                              |

## Mistrzostwa Polski
Od 2010 roku w ramach PMnO corocznie rozgrywane są Mistrzostwa Polski dla dystansu 100km. W roku 2011 rozszerzono Mistrzostwa o dystans 50km. W 2012r. wprowadzono kategorie weterańskie MW (mężczyźni od 50 lat) i KW (kobiety od 45 lat).

### Wyniki Mistrzostw Polski na dystansie 100km
| Sezon | Zawody                                                | Kategoria                                             | I miejsce                                             | II miejsce                                            | III miejsce                                           |
| ----- | ----------------------------------------------------- | ----------------------------------------------------- | ----------------------------------------------------- | ----------------------------------------------------- | ----------------------------------------------------- |
| 2010  | Harpagan 40, Kościerzyna, 15-17.10.2010               | M                                                     | Maciej Więcek                                         | Michał Kiełbasiński                                   | Andrzej Buchajewicz                                   |
| 2010  | Harpagan 40, Kościerzyna, 15-17.10.2010               | K                                                     | Małgorzata Stefańczyk                                 | Anna Pontus                                           | Kamila Truszkowska, Katarzyna Kinowska                |
| 2011  | Kierat, Limanowa, 20-22.05.2011                       | M                                                     | Maciej Więcek                                         | Michał Jędroszkowiak                                  | Piotr Majkowski                                       |
| 2011  | Kierat, Limanowa, 20-22.05.2011                       | K                                                     | Sabina Giełzak, Justyna Frączek                       | -                                                     | Agnieszka Korpal                                      |
| 2012  | Ełcka Zmarzlina, Ełk, 20-22.01.2012                   | M                                                     | Michał Jędroszkowiak                                  | Andrzej Buchajewicz                                   | Paweł Pakuła                                          |
| 2012  | Ełcka Zmarzlina, Ełk, 20-22.01.2012                   | K                                                     | Sabina Giełzak                                        | Katarzyna Skolimowska                                 | Anna Trykozko                                         |
| 2012  | Ełcka Zmarzlina, Ełk, 20-22.01.2012                   | MW                                                    | Edward Fudro                                          | Stanisław Kaczmarek                                   | Jerzy Sawicki                                         |
| 2012  | Ełcka Zmarzlina, Ełk, 20-22.01.2012                   | KW                                                    | Anna Trykozko                                         | -                                                     | -                                                     |
| 2013  | Szaga, Zaniemyśl, 19-21.07.2013                       | M                                                     | Michał Jędroszkowiak                                  | Andrzej Buchajewicz, Piotr Szaciłowski                | -                                                     |
| 2013  | Szaga, Zaniemyśl, 19-21.07.2013                       | K                                                     | Dorota Duszak                                         | -                                                     | -                                                     |
| 2013  | Szaga, Zaniemyśl, 19-21.07.2013                       | MW                                                    | Zbigniew Hornik                                       | Stanisław Kaczmarek                                   | Witold Noga                                           |
| 2014  | Nocna Masakra, Kalisz Pomorski, 20-21.12.2014         | M                                                     | Michał Jędroszkowiak                                  | Andrzej Buchajewicz, Robert Kędziora                  | -                                                     |
| 2014  | Nocna Masakra, Kalisz Pomorski, 20-21.12.2014         | K                                                     | Maria Lebioda                                         | Małgorzata Szwaracka                                  | Małgorzata Stefańczyk                                 |
| 2014  | Nocna Masakra, Kalisz Pomorski, 20-21.12.2014         | MW                                                    | Edward Fudro                                          | Stanisław Kaczmarek                                   | Witold Noga                                           |
| 2015  | Izerska Wielka Wyrypa, Świeradów Zdrój, 21-22.08.2015 | M                                                     | Bartłomiej Karabin                                    | Michał Jędroszkowiak                                  | Andrzej Buchajewicz                                   |
| 2015  | Izerska Wielka Wyrypa, Świeradów Zdrój, 21-22.08.2015 | K                                                     | Maria Lebioda                                         | Joanna Owczarz                                        | Dominika Welz                                         |
| 2015  | Izerska Wielka Wyrypa, Świeradów Zdrój, 21-22.08.2015 | MW                                                    | Edward Fudro                                          | Stanisław Kaczmarek                                   | Leszek Herman-Iżycki                                  |
| 2016  | Grassor, Chojna, 18-19.06.2016                        | M                                                     | Michał Jędroszkowiak                                  | Marcin Krasuski                                       | Robert Kędziora                                       |
| 2016  | Grassor, Chojna, 18-19.06.2016                        | K                                                     | Maria Lebioda                                         | Dorota Duszak                                         | Vera Hajkova                                          |
| 2016  | Grassor, Chojna, 18-19.06.2016                        | MW                                                    | Witold Noga                                           | Jan Parzybut                                          | Gabriel Bujakiewicz                                   |
| 2017  | Rajd Dolnego Sanu, Łętownia, 17-19.03.2017            | M                                                     | Michał Jędroszkowiak                                  | Mirosław Baszczak                                     | Piotr Jaśkiewicz, Bartłomiej Karabin, Piotr Mikulski  |
| 2017  | Rajd Dolnego Sanu, Łętownia, 17-19.03.2017            | K                                                     | Dorota Duszak                                         | Katarzyna Sochacka                                    | Małgorzata Małowińska                                 |
| 2017  | Rajd Dolnego Sanu, Łętownia, 17-19.03.2017            | MW                                                    | Jan Parzybut                                          | Artur Małowiński                                      | Paweł Szpak                                           |
| 2018  | Rudawska Wyrypa, Janowice Wielkie, 04-05.05.2018      | M                                                     | Marcin Krasuski                                       | Michał Jędroszkowiak                                  | Przemysław Witczak                                    |
| 2018  | Rudawska Wyrypa, Janowice Wielkie, 04-05.05.2018      | K                                                     | Katarzyna Sochacka                                    | Dominika Welz                                         | -                                                     |
| 2018  | Rudawska Wyrypa, Janowice Wielkie, 04-05.05.2018      | MW                                                    | Jerzy Lekki                                           | Leszek Herman-Iżycki                                  | Jan Parzybut                                          |
| 2019  | Ełcka Zmarzlina, Ełk, 04-05.01.2019                   | M                                                     | Michał Jędroszkowiak                                  | Marcin Hippner                                        | Paweł Jankowiak                                       |
| 2019  | Ełcka Zmarzlina, Ełk, 04-05.01.2019                   | K                                                     | Anna Witkowska                                        | Julita Piwońska                                       | -                                                     |
| 2019  | Ełcka Zmarzlina, Ełk, 04-05.01.2019                   | MW                                                    | Jerzy Lekki                                           | Jan Parzybut                                          | Stanisław Adam Olbryś                                 |
| 2020  | Nie rozegrano ze względu na sytuację epidemiologiczną | Nie rozegrano ze względu na sytuację epidemiologiczną | Nie rozegrano ze względu na sytuację epidemiologiczną | Nie rozegrano ze względu na sytuację epidemiologiczną | Nie rozegrano ze względu na sytuację epidemiologiczną |
| 2021  | Świętokrzyska Jatka, Połaniec, 07-08.08.2021          | M                                                     | Michał Jędroszkowiak                                  | Marcin Sontowski                                      | Mariusz Opioła                                        |
| 2021  | Świętokrzyska Jatka, Połaniec, 07-08.08.2021          | K                                                     | Katarzyna Sochacka                                    | Barbara Szmyt                                         | -                                                     |
| 2021  | Świętokrzyska Jatka, Połaniec, 07-08.08.2021          | W                                                     | Radosław Defeciński                                   | Przemysław Witczak                                    | Krzysztof Borowiec                                    |
| 2022  | Harpagan 62, Kaliska, 14-16.10.2022                   | M                                                     | Piotr Kopacz                                          | Marcin Sontowski                                      | Michał Jędroszkowiak                                  |
| 2022  | Harpagan 62, Kaliska, 14-16.10.2022                   | K                                                     | Patrycja Rosińska                                     | Katarzyna Sochacka                                    | Beata Jabłońska-Kierszk                               |
| 2022  | Harpagan 62, Kaliska, 14-16.10.2022                   | W                                                     | Waldemar Binkowski                                    | Jan Parzybut                                          | Witold Noga                                           |
| 2023  | Maczuga Stolema, Główczyce, 15.07.2023                | M                                                     | Marcin Sontowski                                      | Michał Jędroszkowiak                                  | Marcin Krasuski                                       |
| 2023  | Maczuga Stolema, Główczyce, 15.07.2023                | K                                                     | Elżbieta Tomkiewicz                                   | Anna Malanowska, Barbara Szmyt                        | -                                                     |
| 2023  | Maczuga Stolema, Główczyce, 15.07.2023                | W                                                     | Marcin Krasuski                                       | Gabriel Bujakiewicz, Leszek Herman-Iżycki             | -                                                     |
| 2024  | Rajd Beskidy, Jeleśnia, 16-17.08.2024                 | M                                                     | Marcin Sontowski                                      | Grzegorz Malicki                                      | Mariusz Opioła                                        |
| 2024  | Rajd Beskidy, Jeleśnia, 16-17.08.2024                 | K                                                     | Ania Witkowska                                        | Elżbieta Tomkiewicz                                   | Marta Margasińska                                     |
| 2024  | Rajd Beskidy, Jeleśnia, 16-17.08.2024                 | W                                                     | Marcin Krasuski                                       | Mariusz Pietrzak                                      | Elżbieta Tomkiewicz, Tomasz Tomkiewicz                |

### Wyniki Mistrzostw Polski na dystansie 50 km
| Sezon | Zawody                                          | Kategoria | I miejsce                                                              | II miejsce                             | III miejsce                     |
| ----- | ----------------------------------------------- | --------- | ---------------------------------------------------------------------- | -------------------------------------- | ------------------------------- |
| 2011  | DyMnO, Sadowne, 14.05.2011                      | M         | Wojciech Wanat                                                         | Michał Jędroszkowiak                   | Paweł Moszkowicz                |
| 2011  | DyMnO, Sadowne, 14.05.2011                      | K         | Katarzyna Panejko-Wanat                                                | Natalia Najman                         | Weronika Biała                  |
| 2012  | Izerska Wielka Wyrypa, Barcinek, 17-19.08.2012  | M         | Łukasz Romanowski, Kuba Molski, Mariusz Plesiński, Piotr Banaszkiewicz | -                                      | -                               |
| 2012  | Izerska Wielka Wyrypa, Barcinek, 17-19.08.2012  | K         | Dagmara Kozioł                                                         | Katarzyna Panejko-Wanat                | Julita Tuczyńska                |
| 2012  | Izerska Wielka Wyrypa, Barcinek, 17-19.08.2012  | MW        | Stanisław Kaczmarek                                                    | Andrzej Skonieczny                     | Marek Zaremba                   |
| 2012  | Izerska Wielka Wyrypa, Barcinek, 17-19.08.2012  | KW        | Aleksandra Bednarczyk                                                  | Anna Męcina                            | Bogusława Kostecka              |
| 2013  | Skorpion, Skierbieszów, 15-17.02.2013           | M         | Jan Lenczowski                                                         | Marcin Krasuski                        | Sebastian Reczek                |
| 2013  | Skorpion, Skierbieszów, 15-17.02.2013           | K         | Katarzyna Panejko-Wanat                                                | Urszula Trykozko                       | Anna Hołdakowska                |
| 2013  | Skorpion, Skierbieszów, 15-17.02.2013           | MW        | Andrzej Krochmal                                                       | Jan Gracjasz, Edward Fudro             | -                               |
| 2013  | Skorpion, Skierbieszów, 15-17.02.2013           | KW        | Monika Banach                                                          | Marzena Kawałek                        | -                               |
| 2014  | Trudy, Borne Sulinowo, 26-28.09.2014            | M         | Michał Jędroszkowiak                                                   | Krzysztof Lisak                        | Marcin Krasoń                   |
| 2014  | Trudy, Borne Sulinowo, 26-28.09.2014            | K         | Joanna Owczarz                                                         | Katarzyna Karpa                        | Dorota Duszak                   |
| 2014  | Trudy, Borne Sulinowo, 26-28.09.2014            | MW        | Stanisław Kaczmarek                                                    | Edward Fudro                           | Marek Sobiegraj                 |
| 2015  | Nocny Marek, Brzoza, 24-25.11.2015              | M         | Michał Jędroszkowiak                                                   | Paweł Ćwidak                           | Krzysztof Łakomiec, Kuba Molski |
| 2015  | Nocny Marek, Brzoza, 24-25.11.2015              | K         | Weronika Biała                                                         | Dorota Duszak                          | Katarzyna Galla                 |
| 2015  | Nocny Marek, Brzoza, 24-25.11.2015              | MW        | Stanisław Kaczmarek, Jan Parzybut                                      | -                                      | Edward Fudro, Artur Małowińsk   |
| 2016  | DAJAR Czarna Cobra, Karnieszewice, 30.07.2016   | M         | Michał Jędroszkowiak                                                   | Marcin Sontowski                       | Paweł Jankowiak                 |
| 2016  | DAJAR Czarna Cobra, Karnieszewice, 30.07.2016   | K         | Dorota Duszak                                                          | Aleksandra Czerwińska                  | Anna Sejbuk                     |
| 2016  | DAJAR Czarna Cobra, Karnieszewice, 30.07.2016   | MW        | Stanisław Kaczmarek                                                    | Jan Parzybut                           | Leszek Herman-Iżycki            |
| 2017  | Mazurskie Tropy, Orzysz, 10.06.2017             | M         | Michał Jędroszkowiak                                                   | Jan Lenczowski                         | Łukasz Romanowski               |
| 2017  | Mazurskie Tropy, Orzysz, 10.06.2017             | K         | Dorota Duszak                                                          | Katarzyna Karpa                        | Anna Sejbuk                     |
| 2017  | Mazurskie Tropy, Orzysz, 10.06.2017             | MW        | Stanisław Kaczmarek                                                    | Wiesław Rusak, Jerzy Sawicki           | -                               |
| 2018  | Mordownik, Ujście Gorlickie, 08.09.2018         | M         | Paweł Jankowiak                                                        | Mateusz Komorowski, Marcin Sontowski   | -                               |
| 2018  | Mordownik, Ujście Gorlickie, 08.09.2018         | K         | Barbara Skupień-Franczyk                                               | Beata Pospiszył                        | Anna Hoduń                      |
| 2018  | Mordownik, Ujście Gorlickie, 08.09.2018         | MW        | Jan Parzybut                                                           | Piotr Pilak                            | Leszek Herman-Iżycki            |
| 2019  | Grasssor, Trzebież, 28.06.2019                  | M         | Marcin Sontowski, Piotr Szaciłowski                                    | -                                      | Marcin Hippner                  |
| 2019  | Grasssor, Trzebież, 28.06.2019                  | K         | Dorota Duszak                                                          | Justyna Majewska                       | Laura Nowak                     |
| 2019  | Grasssor, Trzebież, 28.06.2019                  | MW        | Stanisław Kaczmarek                                                    | Jan Parzybut                           | Gabriel Bujakiewicz             |
| 2020  | Czarna Kobra, Polanów, 26.09.2020               | M         | Łukasz Romanowski                                                      | Marcin Sontowski                       | Paweł Jankowiak                 |
| 2020  | Czarna Kobra, Polanów, 26.09.2020               |           | Dorota Duszak                                                          | Patrycja Gajek                         | Monika Gradek                   |
| 2020  | Czarna Kobra, Polanów, 26.09.2020               |           | Jan Parzybut                                                           | Waldemar Binkowski, Wiesław Pozorowski | -                               |
| 2021  | KoRNO, Janów, 28.08.2021                        | M         | Michał Jędroszkowiak                                                   | Marcin Sontowski                       | Paweł Jankowiak                 |
| 2021  | KoRNO, Janów, 28.08.2021                        | K         | Katarzyna Kinowska                                                     | Katarzyna Kociuba                      | Katarzyna Dominiak              |
| 2021  | KoRNO, Janów, 28.08.2021                        | W         | Przemysław Witczak                                                     | Witold Noga                            | Jan Parzybut                    |
| 2022  | Mazurskie Tropy, Idzbark, 11.06.2022            | M         | Michał Jędroszkowiak                                                   | Artur Fankidejski                      | Marcin Krasuski                 |
| 2022  | Mazurskie Tropy, Idzbark, 11.06.2022            | K         | Katarzyna Kinowska                                                     | Dorota Duszak                          | Jolanta Konke                   |
| 2022  | Mazurskie Tropy, Idzbark, 11.06.2022            | W         | Marcin Krasuski                                                        | Jan Parzybut                           | Karol Gostomczyk                |
| 2023  | Przejście Smoka, Czarna Białostocka, 30.09.2023 | M         | Marcin Sontowski, Paweł Jankowiak                                      | -                                      | Łukasz Romanowski               |
| 2023  | Przejście Smoka, Czarna Białostocka, 30.09.2023 | K         | Kamila Chrząstowska                                                    | Anna Falkiewicz                        | Dominika Lis                    |
| 2023  | Przejście Smoka, Czarna Białostocka, 30.09.2023 | W         | Przemysław Witczak                                                     | Stanisław Kaczmarek                    | Hubert Puka                     |
| 2024  | KIWON, Lipinki, 15.10.2024                      | M         | Marcin Sontowski                                                       | Mariusz Opioła                         | Paweł Dybek                     |
| 2024  | KIWON, Lipinki, 15.10.2024                      | K         | Elżbieta Tomkiewicz                                                    | Monika Stefańczyk                      | Barbara Skupień-Franczyk        |
| 2024  | KIWON, Lipinki, 15.10.2024                      | W         | Marcin Krasuski                                                        | Elżbieta Tomkiewicz, Tomasz Tomkiewicz | -                               |